# 1re Colonne Mobile
Pour les articles homonymes, voir CMS.
Fondée sous la dénomination de Groupe mobile de Secours, la 1re Colonne mobile, désignée par l'acronyme 1CMK (1re Colonne Mobile - Mobiele Kolone, en néerlandais) puis CMS (Colonne mobile de Secours) est la première unité moderne de service de secours de la Croix-Rouge de Belgique. Fondée au lendemain de la seconde guerre mondiale, en 1948, elle disparaît 2003 dans une fusion qui donne naissance à l'Unité communautaire d'Appui.
Dédiée à l'appui logistique, aux renforts spécialisés et aux missions spéciales, elle intervient par exemple en cas de catastrophes, en appui de dispositifs préventifs d'envergure, participe occasionnellement à l'aide humanitaire internationale, et répond à toute demande de la direction générale de la Croix-Rouge de Belgique (dont elle est sous l'autorité directe).

## Dénominations successives
- Groupe mobile de Secours ;
- 1re Colonne mobile de secours - Eerste Mobielehulp Kolone (1CMK) ;
- Colonne mobile de Secours (CMS) ;

## La collaboration avec le Spéléo-Secours belge
Déjà à l'époque des Groupes mobiles de Secours, des conventions lient la Croix-Rouge et la Fédération belge de Spéléologie. C'est dans ce cadre que les Groupes mobiles de Secours furent le socle logistique et opérationnel du Spéléo-Secours belge depuis les années 1950 jusqu'aux années 1970–1980.

## Composition et structure

### Section Aventure
En 1995, la Colonne mobile de Secours crée une section pour des jeunes de 14 à 16 ans, dénommée « Section Aventure »
.
Les activités sont orientées vers:
- la formation via le Brevet européen de Premier Secours et quelques techniques de travail en équipe,
- le social via des activités pour la population
- le sport tel que l'escalade, la spéléologie, la voile, l'équitation…
- l'Aventure par la découverte de notre environnement, par des activités de jour comme de nuit…